# Rica Reinischová
Rica Reinischová, nepřechýleně Rica Reinisch (* 6. dubna 1965, Seifhennersdorf) je bývalá východoněmecká plavkyně.
Na olympijských hrách 1980 v Moskvě získala tři zlaté medaile.